# Elàfode
L'elàfode (Elaphodus cephalophus) és un parent pròxim del muntjac. Viuen una mica més al nord en una àmplia zona del centre de la Xina i el nord-est de l'Índia i Myanmar. Es limita als hàbitats de boscos de muntanya fins a 4.500 m sobre el nivell del mar, fent-ne difícil l'estudi.
Encara que pateixi la pèrdua d'hàbitats, no es considera en perill d'extinció. Com a cérvol, és petit; fa uns 50-70 cm, encara que és més gran que els muntjacs (exceptat el muntjac gegant, que també viu en altes altituds). Té banyes petites i, com les espècies afins, els mascles tenen ullals curts. Es camufla molt bé, l'element més destacat n'és un floc de cabells negres sobre el front. L'elàfode té una cua blanca, igual que el cérvol de Virgínia, i l'utilitza com a senyal d'alerta de depredadors, de manera similar a aquest altre.

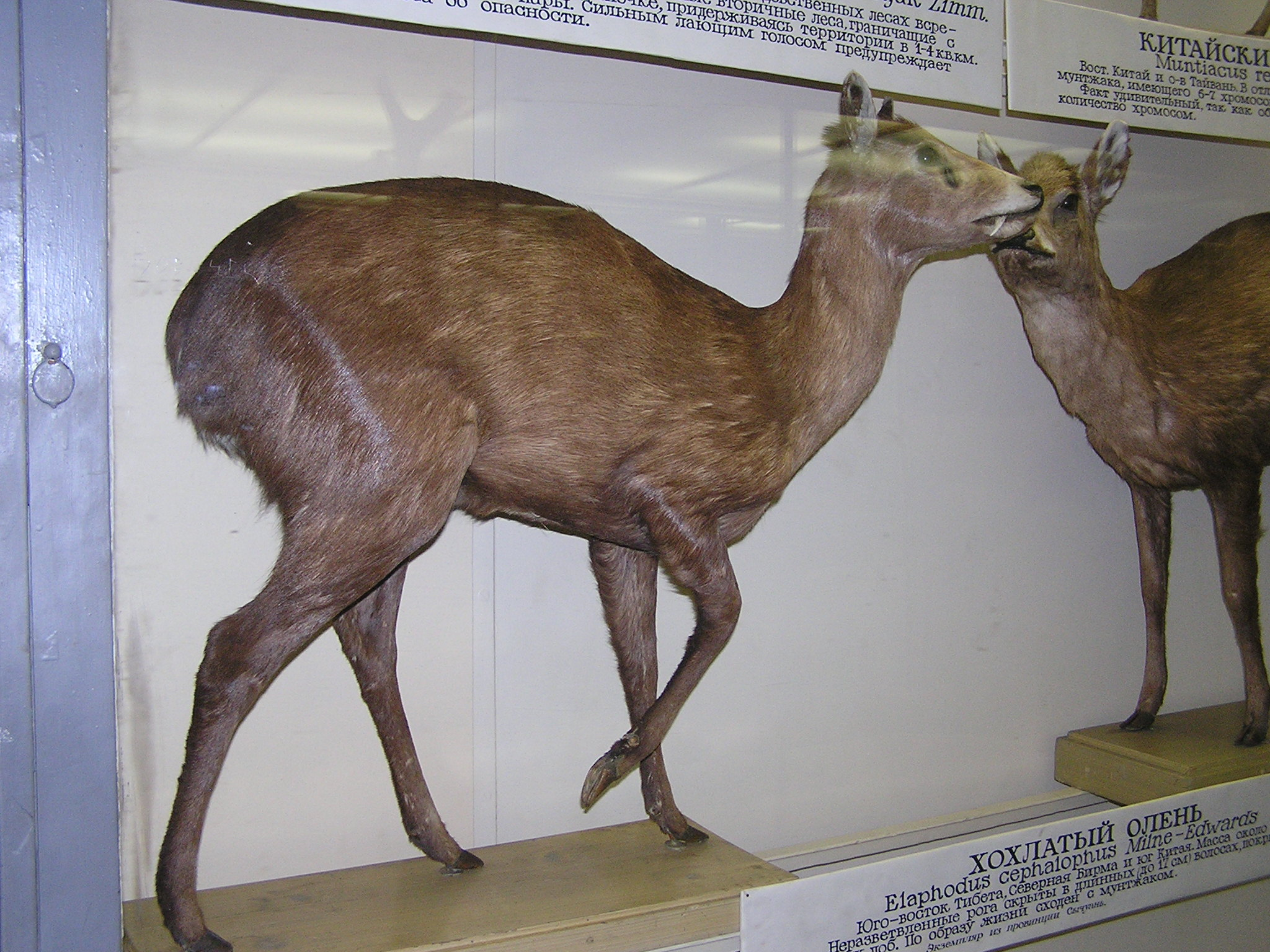
Elaphodus cephalophus, exemplar dissecat. Si s'amplia la imatge, es poden observar clarament els ullals que té